# Scipion de Villeneuve-Thorenc
Scipion de Villeneuve-Thorenc (né vers 1600 mort le 3 mai 1636) est un prélat français, évêque de Grasse de 1632 à 1636.